# Amfibisk gråsugga
Amfibisk gråsugga (Ligia oceanica) är en art i ordningen gråsuggor. Arten lever mestadels av tång i havsbrynet. Arten är mest aktiv i skymningen. De är bytesdjur för olika arter av strandkrabbor och fåglar. Den kan bli upp till tre centimeter lång.
En amfibisk gråsugga kan bli upp till 3 år gammal, och det är först på tredje året som den blir könsmogen och parar sig.
Det finns många arter av gråsuggor som lever i havet, men den amfibiska gråsuggan är närmast släkt med de landlevande gråsuggorna.
Släktet räknas ibland till familjen Gamaridae, ibland till Ligidae.